# Арройо, Мигель
Фернандо Мигель Арройо Росалес (исп. Fernando Miguel Arroyo Rosales; 6 декабря 1966, Уамантла, Тласкала — 30 января 2020, Пуэбла) — мексиканский шоссейный велогонщик, выступавший на профессиональном уровне в 1989—2006 годах. Участник многих крупных гонок на шоссе своего времени, в том числе супермногодневок «Джиро д’Италия», «Тур де Франс» и «Вуэльта Испании».

## Биография
Мигель Арройо родился 6 декабря 1966 года в городе Уамантла штата Тласкала, Мексика.
Увлёкся шоссейным велоспортом после летних Олимпийских игр 1984 года в Лос-Анджелесе, где его соотечественник Рауль Алькала стал одиннадцатым.
Впервые заявил о себе в сезоне 1988 года, когда выиграл любительскую «Вуэльту Мексики» — тем самым обратил на себя внимание Грега Лемонда и был приглашён в бельгийскую команду ADR.
В 1989 году уже в дебютном сезоне среди профессионалов принял участие в супермногодневке «Джиро д’Италия», показав в генеральной классификации 60-й результат. Также стартовал в гонках «Классика Сан-Себастьяна» и «Чемпионат Цюриха», в составе мексиканской национальной сборной выступил в групповой гонке профессионалов на шоссейном чемпионате мира в Шамбери.
В 1990 году перешёл во французскую команду Z, с ней стал вторым на «Вуэльте Мексики», одиннадцатым на «Вуэльте Андалусии», тринадцатым на «Четыре дня Дюнкерка», отметился выступлениями на «Туре Швейцарии», «Туре Нидерландов», «Чемпионате Цюриха», «Гран-при Фурми».
В 1991 году выиграл один из этапов «Вуэльты Мексики», финишировал третьим на «Гран-при Плуэ», четвёртым на «Туре Швейцарии», вновь проехал «Джиро д’Италия», заняв на сей раз 25-е место. Закрыл двадцатку сильнейших в групповой гонке на мировом первенстве в Штутгарте.
Сезон 1992 года провёл в итальянской команде GB-MG Maglificio. В это время поучаствовал в «Туре Страны Басков» и «Вуэльте Испании», где занял в генеральной классификации 36-е место. Представлял Мексику на чемпионате мира в Бенидорме.
В 1993 году являлся гонщиком американской команды Subaru-Montgomery. Выиграл отдельные этапы «Вуэльты Мексики» и «Редлендс Классик», был девятым на «Критериум Дофине», выступил на таких престижных гонках как «Флеш Валонь», «Четыре дня Дюнкерка», «Гран-при Валлонии», «Эускаль Бисиклета». Находился среди участников мирового первенства в Осло.
В 1994 году в составе французской команды Catavana-AS Corbeil-Essonnes-Cedico впервые проехал «Тур де Франс», показав в генеральной классификации 48-й результат. Помимо этого, был вторым на «Вуэльте Мексики», восьмым на «Гран-при дю Миди Либр», одиннадцатым на «Рут-дю-Сюд». Среди других стартов этого сезона — «Чемпионат Цюриха», «Гран-при Фурми», «Кубок Плаччи».
В 1995 году наиболее высокие результаты — третья позиция на «Вуэльте Мексики» и седьмая позиция на «Критериум Дофине», Арройо вновь преодолел все этапы «Тур де Франс», выступил на «Вуэльте Испании» и на чемпионате мира в Дуитаме.
В 1997 году принял участие в нескольких крупных гонках во Франции, в их числе «Тур Средиземноморья», «Тур дю От-Вар», «Париж — Ницца», «Критериум Дофине». В третий раз преодолел всю дистанцию «Тур де Франс». Стартовал на мировом первенстве в Сан-Себастьяне.
В 1998 году одержал победу в генеральной классификации «Вуэльты Мексики».
В 1999 году добавил в послужной список победу на «Вуэльте Коста-Рики».
В 2000 году выиграл чемпионат Мексики в групповой гонке, был третьим на «Вуэльте Коста-Рики», победил на одном из этапов «Вуэльты Гватемалы».
В 2001 году стал серебряным призёром в зачёте мексиканского национального первенства среди профессионалов.
Впоследствии оставался действующим профессиональным велогонщиком вплоть до 2006 года, хотя в последнее время уже не показывал сколько-нибудь значимых результатов. Позже проявил себя как тренер по велоспорту.
Умер от остановки сердца во время операции 30 января 2020 года в штате Пуэбла в возрасте 53 лет.